# 新城病
新城病是一種禽鳥傳染病，由新城病病毒（Newcastle disease virus）引致。此病毒在禽鳥間有很高的傳染性和死亡率，現時沒有治療方法，但可以透過疫苗和消毒措施以減少其爆發之可能性。人類亦可能感染此病毒，導致輕微的結膜炎和類似流行性感冒之症狀，但一般不構成生命威脅。新城病病毒最早於1926年在印尼爪哇被發現，隔年又在英國泰恩河畔纽卡斯尔被發現並以此得名，但1898年造成蘇格蘭西北部家禽大量死亡的病毒極有可能是新城病病毒。此病毒流行於許多國家，最重要的影響即是造成家禽的感染，可造成大量經濟損失。
新城病病毒可能有製成抗癌藥物的潛力，因為它可選擇性的殺傷癌細胞而避免破壞正常的細胞。